# Trachymene glaucifolia
Trachymene glaucifolia är en flockblommig växtart som beskrevs av George Bentham. Trachymene glaucifolia ingår i släktet Trachymene och familjen flockblommiga växter. Inga underarter finns listade i Catalogue of Life.